# Pinduoduo
Pinduoduo – aplikacja mobilna przeznaczona do pośrednictwa w handlu produktami rolnymi. Aplikację stworzył w 2015 r. 38-letni były inżynier Google –  Huang Zheng. W 2020 r. aplikacja miała 779 milionów aktywnych użytkowników. Od 2018 r. notowana na giełdzie NASDAQ 100. Grupą docelową aplikacji są mieszkańcy  średnich chińskich miast – do 3 milionów mieszkańców.